# ميكي كاري
ميكي كاري (بالإنجليزية: Mickey Curry)‏ (و. 1956  م) هو موسيقي أمريكي، ولد في نيو هيفن، كونيتيكت، يستخدم آلات طقم طبول.

## وصلات خارجية
- ميكي كاري على موقع IMDb (الإنجليزية)
- ميكي كاري على موقع ميوزك برينز (الإنجليزية)
- ميكي كاري على موقع ديسكوغز (الإنجليزية)
- ميكي كاري على موقع قاعدة بيانات الفيلم (الإنجليزية)

- ميكي كاري في قاعدة بيانات الأفلام على الإنترنت